# Liliana Bardijewska

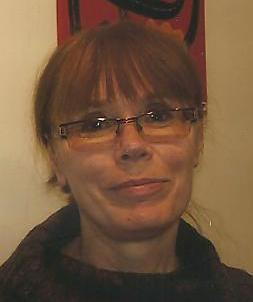
Liliana Bardijewska (2013)

Liliana Bardijewska (* 15. Mai 1955 in Warschau) ist eine polnische Schriftstellerin, Hörspielautorin und Übersetzerin aus dem Bulgarischen. Sie ist die Tochter des Schriftstellers und Hörspielautors Henryk Bardijewski (1932–2020).

## Leben
Bardijewska besuchte das Gymnasium in Warschau und legte dort 1973 das Abitur ab. Anschließend studierte sie Slawistik mit dem Schwerpunkt Bulgaristik an der Universität Warschau und erwarb dort 1978 den Magister. Mit der Rezension Młoda literatura i morze debütierte sie 1978 als Literaturkritikerin in der Zeitschrift Literatura na Świecie. Ihr erstes Hörspiel für Kinder Baśń o dzielnym Iwanie i cudownym drzewie Rangele wurde 1979 im Polskie Radio gespielt. Seitdem arbeitet sie mit dem Radio auch als Übersetzerin aus dem Bulgarischen zusammen. Daneben publizierte sie von 1979 bis 1984 in der Wochenzeitschrift Szpilki, von 1979 bis 1981 in Nowy Wyraz, von 1980 bis 1983 in Scena sowie seit 1983 in Dialog und seit 1985 in Teatr. Für die Wielka Encyklopedia Powszechna redigierte sie in den 1980er Jahren mehrere Artikel über das bulgarische Theater. In den Verband der Polnischen Literaten wurde sie 1984 aufgenommen. In der Gazeta Wyborcza veröffentlichte sie von 1994 bis 2004 Rezensionen von Puppen- und Kindertheater. Der Association Internationale du Théâtre de l’Enfance et la Jeunesse trat sie 1995 bei und leitet für sie seit 1996 Theaterworkshops. Zudem war sie Jurorin auf zahlreichen nationalen und internationalen Theaterfestivals. Von 2000 bis 2006 war sie Chefredakteurin des Kinderbuchverlags Ezop. In der Zeitschrift Nowe Książki publiziert sie seit 2003.
Bardijewska lebt in Warschau.

## Werke

### Kinderbücher
- Ratatuj, 1984
- O królewnie Śnieżce, 2001
- Zielony wędrowiec, 2001
- O księżniczce i o ziarnku grochu, 2003
- Bractwo Srebrnej Łyżeczki, 2004
- Moje – nie moje, 2004
- Zielona baśń, 2004
- Prezent dla świętego Mikołaja. In: Poczuj magię Świąt. Baśniowy przepis na ciepłe, rodzinne Święta Bożego Narodzenia, 2005
- Dom ośmiu tajemnic, 2006
- Niezwykła wędrówka Ślimaka Lazura, 2008
- Każdy może zostać … czarodziejem!, 2009
- Moja Ciotka Sroka, 2009
- Drobinka Śmieszynka, czyli przygody kropelki wody, 2010
- Królewna Żabka, 2010
- Pierścień orlicy, 2010
- Szklana góra, 2010
- Toruńskie pierniki, 2010
- Złota kaczka, 2010
- Gwiazdka z nieba, 2012
- Księżniczka Koronka i książę Hafcik, 2012
- Kwiat paproci, 2013
- O czym szumią muszle, 2014
- Smok Wawelski, 2014
- Bazyliszek, 2015
- Janosik, 2015
- Kot Karima i obrazki, 2016
- Książę Popiel, 2016
- Opowieści pokoleń, czyli baśnie i legendy polskie, 2016
- Syrenka warszawska, 2016

### Hörspiele
- 1992: Tobołek złośliwego karła
- 1994: Baśń o złym śmiechu
- 1994: Nareszcie bal
- 1997: Złodziej snów. Sztuka dla najmłodszych
- 1998: Koronki i kordonki

### Kindertheater
- Rien ne va plus, 1998
- Za ósmą górą, 1998
- Pięć minut, 1999
- Sekret krzywego lustra, 2003
- Zgubiono – znaleziono, 2005
- Moje – nie moje, 2004
- Bajka o Kapciuszku, czyli jak to z wdzięcznością było, 2005
- Zielony wędrowiec, czyli baśń o największym marzeniu, 2005
- Księżniczka i groszek, 2006
- Bajka o najpiękniejszej bajce, 2007
- Za 8 górą i inne sztuki dla dzieci i młodzieży, 2007
- Niepowrót, 2008
- Bajka o trzech liściach, 2009
- Tańcząca gazela i magiczny tam-tam, 2010
- Kopciuszek, 2011
- Paskuda i Maruda, 2011
- Eliksir starości, 2012
- Skąd Mikołaj wie?, 2015

## Auszeichnungen
- 2010: Gloria-Artis-Silbermedaille für kulturelle Verdienste